# Europese kampioenschappen veldlopen 2004
De 11e editie van de Europese kampioenschappen veldlopen vond op 12 december 2014 plaats in de Duitse plaats Heringsdorf.

## Uitslagen

### Mannen Senioren
| Plaats | Atleet                 | Land                | Tijd (min.s) |
| ------ | ---------------------- | ------------------- | ------------ |
|        | Serhij Lebid           | Oekraïne            | 27.31        |
|        | Juan Carlos de la Ossa | Spanje              | 27.54        |
|        | Driss Maazouzi         | Frankrijk           | 28.05        |
| 4      | Günther Weidlinger     | Oostenrijk          | 28.08        |
| 5      | Mounir Elhousni        | Frankrijk           | 28.14        |
| 6      | Mustapha Essaid        | Frankrijk           | 28.23        |
| 7      | Karl Keska             | Verenigd Koninkrijk | 28.23        |
| 8      | Umberto Pusterla       | Italië              | 28,24        |
| 9      | Tom Van Hooste         | België              | 28.25        |
| 10     | Sergey Emelyanov       | Rusland             | 28.25        |

| Plaats | Land                                                                     | Punten                |
| ------ | ------------------------------------------------------------------------ | --------------------- |
|        | Frankrijk Driss Maazouzi Mounir Elhousni Mustapha Essaid Mokhtar Benhari | 3 + 5 + 6 + 14 = 28   |
|        | Italië Umberto Pusterla Maurizio Leone Michele Gamba Gabriele De Nard    | 8 + 12 + 13 + 17 = 50 |
|        | Verenigd Koninkrijk Karl Keska Mo Farah Chris Thompson Peter Riley       | 7 + 15 + 18 + 23 = 63 |

### Vrouwen Senioren
| Plaats | Atleet                | Land                | Tijd (min.s) |
| ------ | --------------------- | ------------------- | ------------ |
|        | Hayley Yelling        | Verenigd Koninkrijk | 18.06        |
|        | Justyna Bak           | Polen               | 18.07        |
|        | Jo Pavey              | Verenigd Koninkrijk | 18.08        |
| 4      | Mihaela Maria Botezan | Roemenië            | 18.08        |
| 5      | Sabrina Mockenhaupt   | Duitsland           | 18.12        |
| 6      | Mónica Rosa           | Portugal            | 18.13        |
| 7      | Inês Monteiro         | Portugal            | 18.16        |
| 8      | Anikó Kálovics        | Hongarije           | 18.17        |
| 9      | Maria Martins         | Frankrijk           | 18.18        |
| 10     | Anália Rosa           | Portugal            | 18.20        |

| Plaats | Land                                                                               | Punten                |
| ------ | ---------------------------------------------------------------------------------- | --------------------- |
|        | Portugal Mónica Rosa Inês Monteiro Anália Rosa Fernanda Ribeiro                    | 6 + 7 + 10 + 15 = 38  |
|        | Verenigd Koninkrijk Hayley Yelling Jo Pavey Natalie Harvey Helen Clitheroe         | 1 + 3 + 13 + 27 = 44  |
|        | Frankrijk Maria Martins Rkia Chebili Fatiha Klilech-Fauvel Rodica Daniela Moroianu | 9 + 24 + 30 + 34 = 97 |

### Mannen Junioren
| Plaats | Atleet                | Land                | Tijd (min.s) |
| ------ | --------------------- | ------------------- | ------------ |
|        | Barnabás Bene         | Hongarije           | 16.18        |
|        | Yevgeniy Rybakov      | Rusland             | 16.19        |
|        | Anatoliy Rybakov      | Rusland             | 16.33        |
| 4      | Lukasz Parszczynski   | Polen               | 16.36        |
| 5      | Mark Christie         | Ierland             | 16.43        |
| 6      | Stefan Valentin Patru | Roemenië            | 16.44        |
| 7      | Andrew Ledwith        | Ierland             | 16.45        |
| 8      | Luke Gunn             | Verenigd Koninkrijk | 16.45        |
| 9      | Dusan Markesevic      | Servië              | 16.46        |
| 10     | Adam Hickey           | Verenigd Koninkrijk | 16.46        |

| Plaats | Land                                                                       | Punten                |
| ------ | -------------------------------------------------------------------------- | --------------------- |
|        | Rusland Yevgeniy Rybakov Anatoliy Rybakov Stepan Kiselev Aleksey Chistov   | 2 + 3 + 15 + 22 = 42  |
|        | Ierland Mark Christie Andrew Ledwith Danny Darcy Jamie Mccarthy            | 5 + 7 + 11 + 31 = 54  |
|        | Verenigd Koninkrijk Luke Gunn Adam Hickey Mark John Buckingham Ryan Mcleod | 8 + 10 + 21 + 23 = 62 |

### Vrouwen Junioren
| Plaats | Atleet           | Land                | Tijd (min.s) |
| ------ | ---------------- | ------------------- | ------------ |
|        | Binnaz Uslu      | Turkije             | 11.33        |
|        | Ancuta Bobocel   | Roemenië            | 11.42        |
|        | Marta Romo       | Spanje              | 11.46        |
| 4      | Adriënne Herzog  | Nederland           | 11.49        |
| 5      | Volha Minina     | Wit-Rusland         | 11.50        |
| 6      | Ingunn Opsal     | Noorwegen           | 11.50        |
| 7      | Verena Dreier    | Duitsland           | 11.53        |
| 8      | Helene Guet      | Frankrijk           | 11.53        |
| 9      | Victoria Ivanova | Rusland             | 11.54        |
| 10     | Claire Holme     | Verenigd Koninkrijk | 11.55        |

| Plaats | Land                                                                                   | Punten                 |
| ------ | -------------------------------------------------------------------------------------- | ---------------------- |
|        | Roemenië Ancuta Bobocel Larisa Elena Arcip Catalina Marina Oprea Paula Claudia Todoran | 2 + 15 + 16 + 18 = 51  |
|        | Verenigd Koninkrijk Claire Holme Rosie Smit Jennifer Pereira Katrina Wootton           | 10 + 12 + 19 + 23 = 64 |
|        | Rusland Victoria Ivanova Victoria Kharitonova Galina Maksimova                         | 9 + 11 + 14 + 34 = 68  |